# TVP Opole

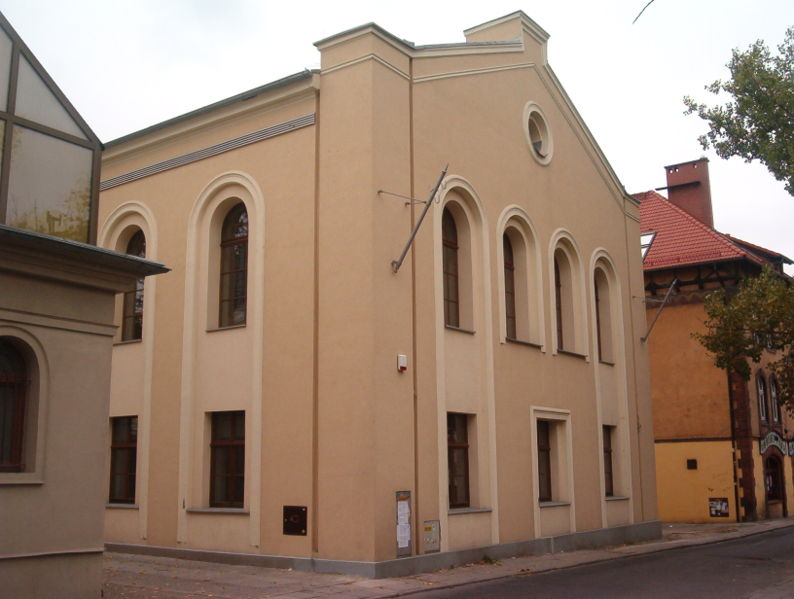
Alte Synagoge

TVP Opole ist die regionale Niederlassung der Telewizja Polska für die Woiwodschaft Opole, die an alle Programmen der TVP regionale Beiträge liefert. Sie hat ihren Sitz in Opole (Oppeln) in der alten Synagoge.
Die regionale Berichterstattung im eigenen Fensterprogramm startete am 1. Januar 2005 als TVP3 Opole. Zuvor gehörte die Woiwodschaft Oppeln zum Sendegebiet von TVP Katowice und in Oppeln befand sich ein Regionalstudio des Senders. Im Februar 2006 zog das Studio von TVP Opole in das Gebäude der ehemaligen alten Synagoge in der ul. Szpitalna 1 in Oppeln. Im Jahr 2016 wurde er in TVP3 Opole umbenannt.

## FensterprogrammTVP3 Opole
TVP3 Opole ist das regionale Fensterprogramm, das auf TVP Regionalna ausgestrahlt wird.
Bis zum 31. August 2013 wurden die Regionalfenster der 16 regionalen Sender auf TVP Info ausgestrahlt. Seit 2016 werden diese 18 Stunden lang auf dem Sender TVP3 ausgestrahlt.
Über aktuelle Ereignisse in der Region berichtet die Hauptnachrichtensendung Kurier Opolski (dt. Oppelner Kurier). Auf TVP Opole wird die Fernsehsendung Schlesien Journal für die Deutsche Minderheit ausgestrahlt.
Zusätzlich werden die Folgen des Schlesien Journals auf YouTube zur Verfügung gestellt.

Logo bis zum 31. August 2013
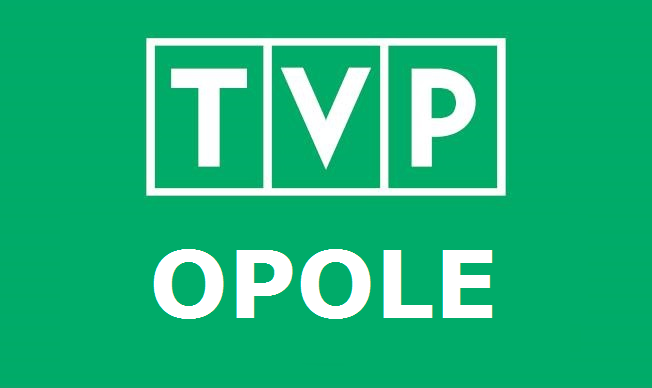
Logo vom 1. September 2013 bis 2016
Aktuelles Logo vom Jahr 2016

## Weblink
- Offizielle Website (polnisch)